# Beim Beham

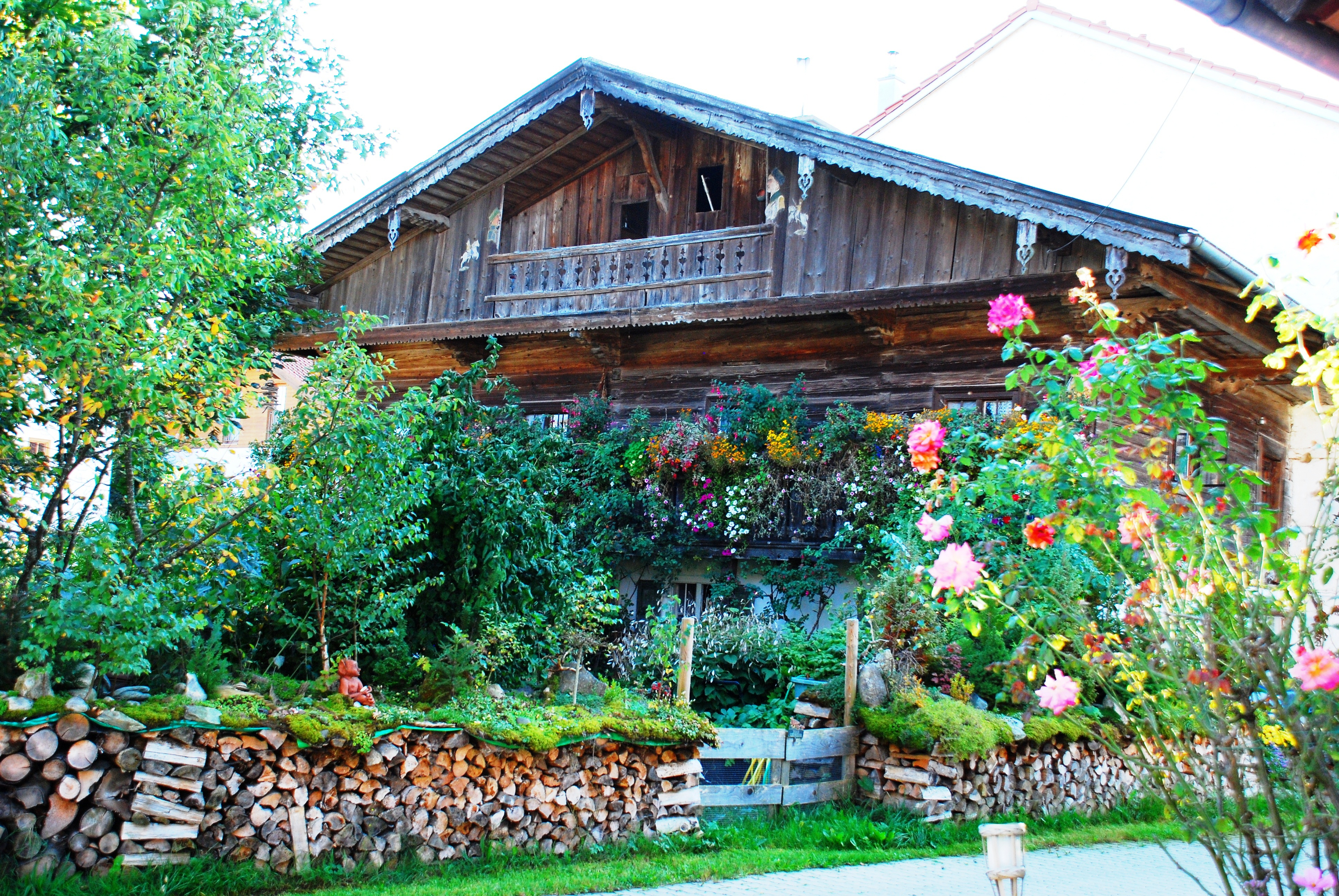
Haus Beim Beham in Aying

Das Bauernhaus Beim Beham in Aying, einer oberbayerischen Gemeinde im Landkreis München, wurde Ende des 18. Jahrhunderts errichtet. Der Wohnteil des ehemaligen Einfirsthofes an der Schäfflerstraße 12 ist ein geschütztes Baudenkmal.
Der zweigeschossige Flachsatteldachbau mit Blockbau-Obergeschoss besitzt eine umlaufende Laube und eine Hochlaube. Beiderseits der Giebellaube sind geschnitzte und bemalte Halbfiguren zu sehen. 